# Philipp Heller

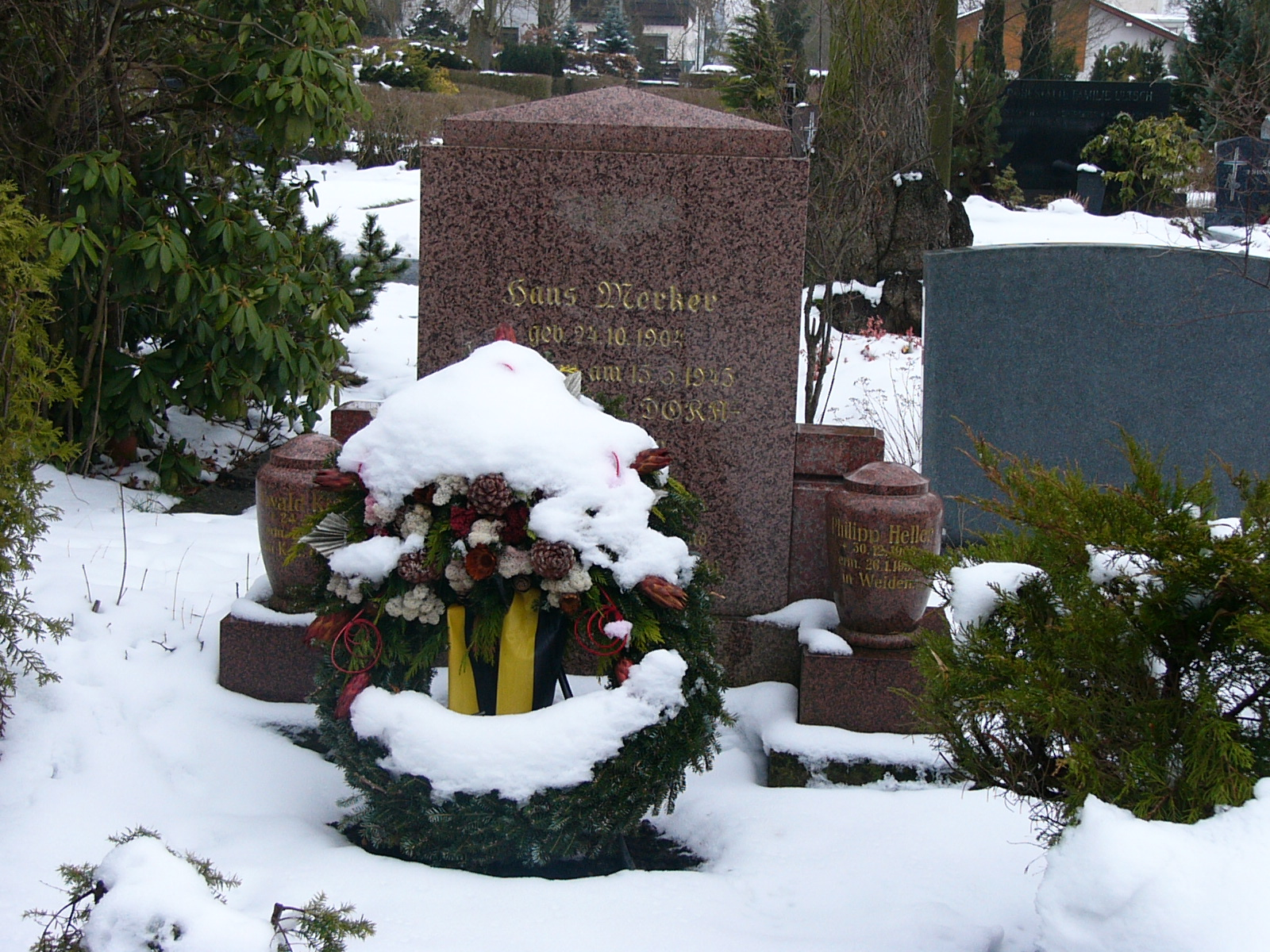
Grabmal der drei Hofer Widerstandskämpfer Hans Merker, Ewald Klein und Philipp Heller auf dem Hofer Friedhof

Philipp Heller (* 30. September 1909 in Hof; † 26. Januar 1938 in Weiden) war  KPD-Mitglied und Widerstandskämpfer gegen die NS-Diktatur und von Beruf Zimmermann.
Philipp Heller, genannt „Lipp“, war der Sohn des Bauarbeiters Karl Heller und seiner Ehefrau Margarete. Er besuchte die Volksschule in Hof und durchlief eine Ausbildung zum Zimmermann. Er heiratete 1931 die Spinnereiarbeiterin Rosa, geborene Krauß. Sie hatten vier gemeinsame Kinder. Die Familie baute 1933 ein Siedlungshäuschen am Streitbergerweg in Hof. Der Sohn eines Sozialdemokraten besuchte als junger Mann den Kommunistischen Jugendverband Deutschland. Aufgrund seiner sportlichen Interessen war er Mitglied beim Rad- und Kraftfahrerbund Solidarität, später Ringer und Mitglied im Athletiksportverein Siegfried in Hof. Mit anderen Genossen gründete er 1932 den Roten Wehrsportverein Hof, der politische Versammlungen vor Überfällen von Nazis schützen sollte. Philipp Heller bemalte Hauswände und Fabrikmauern mit Parolen gegen Hitler und für die KPD. Am 5. März 1933 wurde er erstmals verhaftet und verbrachte sieben Tage im Landgerichtsgefängnis Hof. Eine zweite Verhaftung erfolgte am 12. Juni 1933. Ihm wurde vorgeworfen, einer kommunistischen Widerstandsgruppe anzugehören, die antifaschistische Literatur, beispielsweise das Braunbuch, aus der Tschechoslowakei nach Deutschland schmuggelte. Ohne Verurteilung kam er ins Bayreuther Gefängnis und von dort zusammen mit seinem Genossen Hans Klier und dem SPD-Ortsvereinsvorsitzenden Christoph Fraas ins KZ Dachau. Im Oktober 1933 wurde er in München wegen Hochverrat zu acht Monaten Haft im Gefängnis in München-Stadelheim verurteilt. Ohne Rechtsgrundlage wurde er anschließend zwei Jahre im KZ Dachau festgehalten. Dennoch setzte er zusammen mit anderen Genossen wie Hans Merker, Max Korn und Hans Schiller den Widerstand fort und sie schmuggelten Flugblätter und Zeitungsartikel aus Prag. Im November 1937 erfolgte die dritte Verhaftung. Er kam vom Polizeigefängnis Weiden ins dortige Landgerichtsgefängnis und wurde von der Gestapo verhört, gefoltert und kam dabei zu Tode. Nach dem Totenschein der Staatsanwaltschaft wurde „Selbstmord durch Erhängen“ bescheinigt, was Angehörige und Freunde in Zweifel zogen. Seine Mitstreiter hat er offenbar nicht preisgegeben.
Der Hofer Stadtrat beschloss 1945 die Umbenennung der Hans-Schemm-Kampfbahn an der Ossecker Straße in Philipp-Heller-Sportplatz. Im Jahr 1955 erfolgte die Umbenennung zugunsten von Hans Peters, dem Ehrenvorsitzenden der Spielvereinigung Hof. Gleichzeitig wurde am Wohnhaus Hellers eine Gedenktafel angebracht, die nicht mehr vorhanden ist. Die Urne von Philipp Heller wurde auf dem Friedhof von Hof bestattet. Ein gemeinsamer Grabstein erinnert an die Hofer Widerstandskämpfer Hans Merker, Ewald Klein und Philipp Heller.